# Паращенко Сергій Володимирович
Сергій Володимирович Паращенко (нар. 5 серпня 1972 року, село Виноградівка Арцизького району Одеської області) — український політик, державний службовець, 1-й заступник голови Одеської державної адміністрації. Тимчасово виконувач обов'язків голови Одеської обласної державної адміністрації з 10 квітня по 11 червня 2019 року. Голова Одеської обласної ради VII скликання з 21 серпня 2019 по 4 грудня 2020 року.

## Життєпис
Народився в родині інженерів-будівельників. У 1995 році закінчив інститут, керував невеликим фермерським господарством у селі Виноградівка Арцизького району Одеської області.
З лютого 2000 по лютий 2004 року — голова сільськогосподарського виробничого кооперативу «Агрофірма Бургуджі» Арцизького району Одеської області. З лютого 2004 по березень 2019 року — голова фермерського господарства «Агрофірма Бургуджі» Арцизького району Одеської області.
У 2005 році закінчив Національну академію внутрішніх справ України за спеціальністю «Правознавство», юрист.
Депутат Одеської обласної ради VI і VII скликань. У 2010 році був обраний в Одеську обласну раду від Партії регіонів, до цього двічі обирався до Арцизької районної ради. У 2015 році був обраний до Одеської обласної ради від БПП «Солідарність», очолював фракцію БПП.
Член БПП «Солідарність». Кандидат у народні депутати на парламентських виборах у 2014 році (округ № 142, Одеська область).
З березня 2019 року — 1-й заступник голови Одеської державної адміністрації.
10 квітня 2019 року призначений тимчасовим виконувачем обов'язків голови Одеської ОДА.
З 21 серпня 2019 по 4 грудня 2020 року — голова Одеської обласної ради VII скликання.

## Нагороди
- орден «За заслуги» ІІІ ступеня (10.11.2008)[6]
- Почесна відзнака голови Одеської обласної державної адміністрації
- Почесна грамота Одеської обласної державної адміністрації